# Gaizka Mendieta
Gaizka Mendieta Zabala, född 27 mars 1974 i Bilbao i Spanien, är en spansk (baskisk) före detta fotbollsspelare (mittfältare).
Mendieta inledde sin professionella karriär 1991 i CD Castellón i den spanska ligan. Efter en säsong bytte Mendieta klubb till Valencia CF. Där var han en viktig spelare och lagkapten när klubben spelade final i Champions League både 2000 och 2001. Tack vare framgångarna i Valencia och i landslaget värvades Mendieta av SS Lazio till säsongen 2001/2002. Sejouren i Italien blev däremot mindre lyckad och redan efter en säsong lånades Mendieta ut till FC Barcelona. Sejouren i Barcelona blev framgångsrik och inför säsongen 2003/2004 lämnade Mendieta "Barça" för spel i engelska Middlesbrough. Den 5 december 2007 meddelade Mendieta att han lägger skorna på hyllan. Karriären hade kantats av skador, något som då uppgavs som orsak. Mendieta ångrade sig senare och försökte återta en plats i Middlesbroughs trupp men fick efter säsongen 2007/2008 beskedet att han inte får fortsätta i "Boro". Mendietas sista match i Middlesbroughs tröja blev 2006.
Mendieta har även spelat 40 landskamper och gjort 8 mål för Spanien. Han spelade EM 2000 och VM 2002. Under EM 2000 var Mendieta lagets straffskytt (vilket han även var i Valencia). I kvartsfinalen mot Frankrike fick den spanske förbundskaptenen mycket kritik för att han bytte ut Mendieta, varefter Spanien fick en straff i slutskedet som missades, vilket innebar att Frankrike var vidare.